# Germaine Seewer

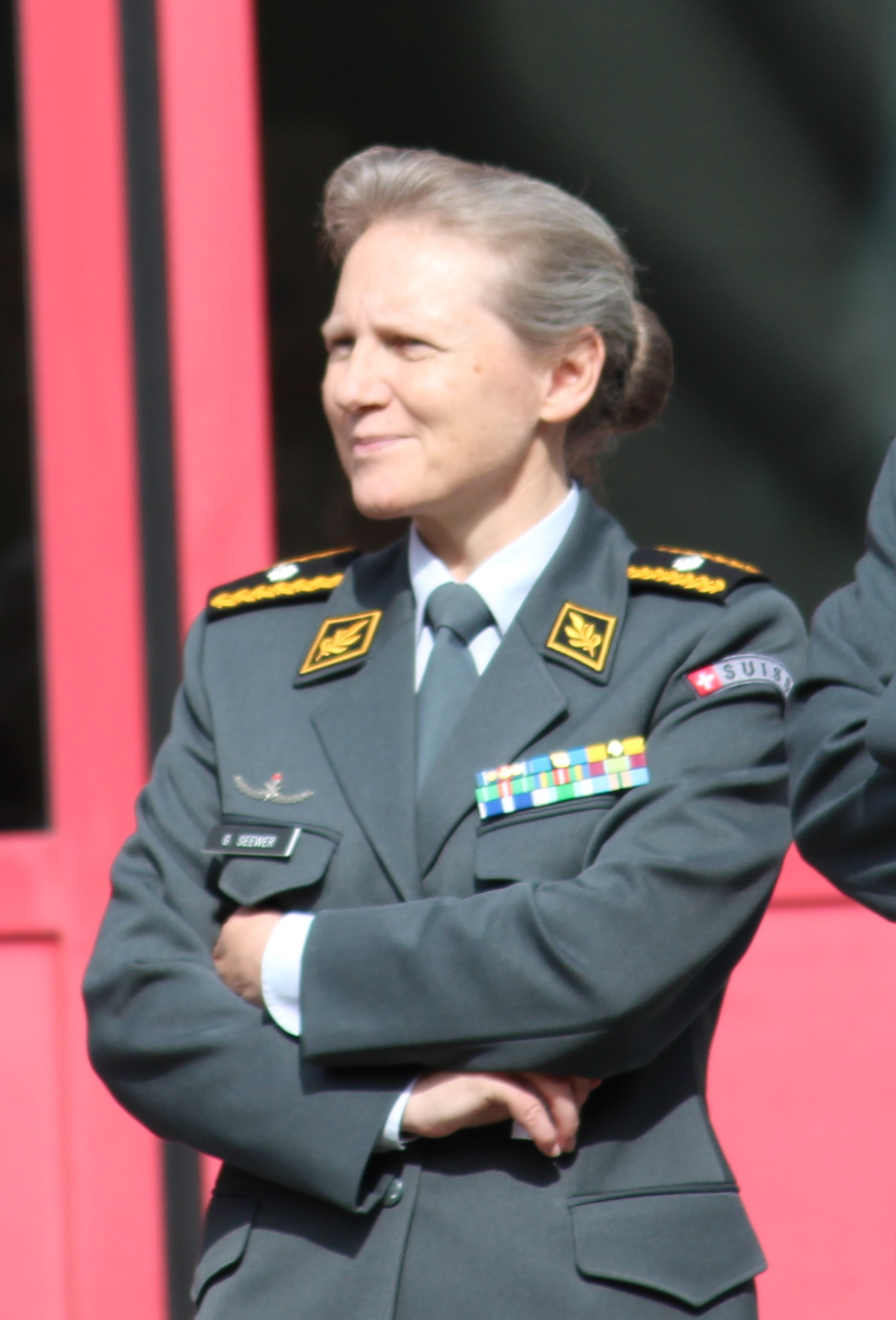
Germaine Seewer in Brigadier-Uniform (2017)

Germaine Josephine Françoise Seewer (* 12. April 1964; heimatberechtigt in Leuk-Stadt) ist eine Schweizer Berufsoffizierin im Range eines Divisionärs.

## Leben
Seewer studierte Chemie an der ETH Zürich und schloss das Studium 1988 ab. Von 1989 bis 1992 war sie wissenschaftliche Mitarbeiterin am Institut für Nutztierwissenschaften der ETH und promovierte dort 1993 bei Alwin L. Prabucki mit einer Dissertation über die Qualität von Schweinefleisch und Schweinefett zur Dr.sc.nat. Seewer wechselte dann von der ETH an die  Forschungsanstalt für Nutztiere in Posieux, an der sie weiterhin als wissenschaftliche Mitarbeiterin tätig war. Von 1993 bis 1995 forschte sie als Post-Doktorandin am Research Center Foulum in Dänemark und kehrte von 1995 bis 1998 an die Forschungsanstalt für Nutztiere in Posieux als wissenschaftliche Mitarbeiterin zurück.
Am 1. Juli 1998 trat Seewer als Fachlehrerin (im Grade eines Obersts) dem Armeenachrichtendienst bei. 2004 wechselte sie zum Swissint und 2007 trat sie dem Instruktionskorps der Schweizer Luftwaffe bei (von 2008 bis 2010 als Kommandantin der Führungsunterstützungsschulen der Luftwaffe). Am 1. Januar 2013 wurde sie vom Bundesrat zum Brigadier befördert und wurde gleichzeitig Chefin Personelles der Armee. Vom 1. Juli 2018 bis 31. Dezember 2019 hat sie das Kommando der Führungsunterstützungsbrigade 41/SKS übernommen. Somit war sie die erste Frau, die in der Schweizer Armee eine Brigade führte und nach Eugénie Pollak, Doris Portmann und Johanna Hurni die vierte Frau Brigadier.
Nach dem Rücktritt von Philippe Rebord als Chef der Armee wurde Seewer als mögliche Nachfolgerin gehandelt. Sie befand sich unter den letzten vier Kandidaten, wurde jedoch nicht gewählt.
Am 23. Oktober 2019 wurde Seewer vom Bundesrat per 1. Januar 2020 zur Kommandantin Höhere Kaderausbildung der Armee sowie Stellvertreterin Chef Kommando Ausbildung ernannt. Gleichzeitig wurde sie als erste Schweizerin zum Divisionär befördert. Als Kommandantin der Höheren Kaderausbildung der Schweizer Armee ist Seewer zuständig für die Ausbildung des Berufskorps sowie für die Höhere Kaderausbildung der gesamten Armee, also inklusive der Miliz. Für diese Aufgabe stehen Seewer rund 220 Mitarbeitende zur Verfügung. Ab dem 1. August 2024 wird Seewer Chefin Internationale Beziehungen Verteidigung, das Amt wurde seit dem Wechsel von Markus Mäder ins neue Staatssekretariat für Sicherheitspolitik interimistisch von Oberst i Gst Ueli Lang geführt.
Sie ist regelmässige Teilnehmerin der Patrouille des Glaciers. Im Winterkontingent von 2000 auf 2001 war Seewer als Stabsoffizierin der Swisscoy im Kosovo im Einsatz und 2004 als Militärbeobachterin der 
Mission der Vereinten Nationen in Äthiopien und Eritrea.

## Veröffentlichungen
- Germaine Josephine Françoise Sewer (sic!): Lipide im Fettgewebe und Magerfleisch von Mastschweinen aus Kreuzungen bei unterschiedlicher Fütterung. Zürich 1993, doi:10.3929/ethz-a-000916106 (Dissertation, ETH Zürich, 1993).
- Vom HD zum Gst Of. Frauen in der Schweizer Armee – 1939 bis in die Gegenwart. In: Info Frauen in der Armee. 2003, H. 3, S. 8–13 (PDF).